# 东山街道 (瑞安市)
东山街道是中华人民共和国浙江省温州市瑞安市下辖的一个街道办事处。

## 行政区划
东山街道下辖以下村级行政区划单位：
瑞光社区、瑞鸿社区、拱瑞社区、向阳社区、瑞东社区、铜盘村、北龙村、经济开发区社区和飞云江农场生活区。